# Двадесет хиљада миља под морем (филм из 1907)
Двадесет хиљада миља под морем (фр. Deux Cents Milles sous les mers ou le Cauchemar du pêcheur) француски је црно-бели неми хорор филм из 1907. године, редитеља Жоржа Мелијеса, који уједно тумачи и једну од споредних улога. Представља адаптацију и пародију истоименог романа аутора Жила Верна из 1870. године.
Већи део филма је сачуван до данас, док је неколико сцена изгубљено.

## Радња
Пецарош по имену Ивес, долази кући после напорног дана на послу. Убрзо заспива и у сну га посећује вила океана. Она га одводи до подморнице, којом Ивес започиње путовање под морем.

## Улоге
- Мануел као пецарош Ивес
- Жорж Мелијес